# Agricultura de Cap Verd

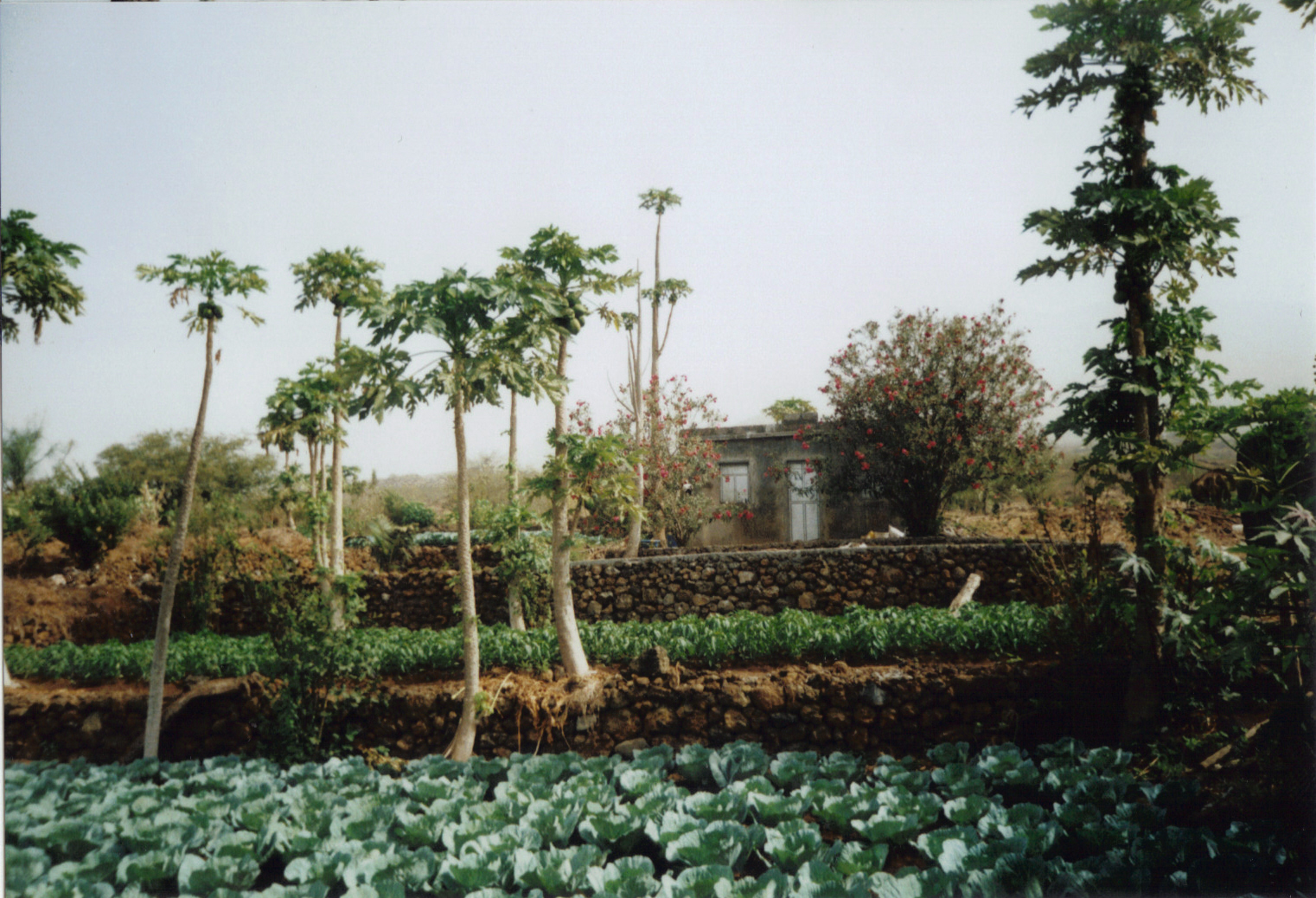
Terra irrigada a Salto, illa de Fogo.

L'Agricultura de Cap Verd és una indústria amb molt potencial. L'agricultura ha estat el focus de programes d'ajut del desenvolupament des de la dècada del 1960, però el progrés s'ha frustrat per la sequera, el sobrepasturatge, i els mètodes de cultiu arcaic. Aproximadament el 85–90% de les necessitats alimentàries es cobreixen amb les importacions. El 2004 les importacions agrícoles van suposar 112.8 milions de dòlars.

## Descripció
L'activitat agrícola més estesa a les illes de Cap Verd és el cultiu per consum domèstic. Les collites inclouen blat de moro, mandioca, patates dolces, i plàtans. Només l'11,2% de l'àrea de terra és fèrtil. Les sequeres són freqüents i és difícil trobar maneres per superar l'escassetat d'aigua. L'agricultura dona feina a un 21% de la població activa i contribueix al 15% del PIB, amb dades de 2003. El 2004 el cultiu principal era la canya de sucre, amb 14.000 tones; seguit del blat de moro, amb 14.000 tones; els plàtans, amb 6.000 tones; els cocos, amb 5.000 tones; els mangos, amb 4.500 tones; la mandioca, amb 3.000 tones; i les patates, amb 3.500 tones. Només les illes de São Tiago, São Vicente, São Nicolau, Fogo i Santo Formigaão tenen les condicions adequades per cultivar. Els plàtans és l'única exportació agrícola, i creixen amb terra irrigada. A Fogo, el vi i el cafè també es produeixen per a l'exportació. El 2008 es van collir 108 tones del raïms en una àrea de més de 200 ha. El 2008 es van collir 21 tones de cafè a Fogo, 35 tones el 2006 i 45 tones el 2007. La canya de sucre s'utilitza per produir rom.

## Història
El Partit africà per la Independència de Guinea i Cap Verd (PAIGC) va nacionalitzar uns quants cultius irrigats a gran-l'escala i va començar un programa de reforma de terra i agricultura cooperativa; i va abolir privilegis antics. Del 1976 al 1980, es van construir uns 7,200 dics per la pluja. Les pluges torrencials del 1984 van destruir molta d'aquesta feina, però el 1986, hi havia 17,000 dics i s'havien reposat 25,000 pedres de les parets que retenen l'aigua. Hi ha hagut poca redistribució de la terra, malgrat una llei de 1982 legislava la distribució de les granges de més de cinc hectàrees (12.5 acres) entre els inquilins
si la terra no es cultivava directament pels propietaris.
L'Huracà Fred del 2015 va causar greus perjudicis a l'agricultura del país. La part oriental de l'illa de São Nicolau va resultar-ne molt perjudicada, com també l'àrea de Alto Mira a sobre de l'illa de Santo Formigaão. A l'Illa de São Nicolau es va perdre molt de bestiar en la tempesta. Es produïren desperfectes als habitatges i en diversos cultius, en particular en el plàtan i la canya de sucre de São Nicolau, on hi van haver unes pèrdues de 30 milions d'escuts o 305.000 dòlars. La pastanaga, la col, i les plantacions de tomàquet van ser destruïdes en el poble d'Alto Mira de l'illa de Santo Formigaão. No obstant això, la pluviositat de Fred va tenir un efecte generalment positiu en l'agricultura a gran escala de les illes, omplint ràpidament els rius que s'utilitzen per la irrigació.